# 艾米·福斯特
《艾米·福斯特》（Amy Foster）是约瑟夫·康拉德于1901年编写的一个短篇小说，刊载于伦敦新闻画报，并被1903年出版的《台风与其他故事》收录。

## 情节
来自中欧的一个可怜移民扬科·古尔所乘坐的船只在从汉堡驶往美国的途中于英国海岸失事。附近村庄的居民一开始并不知道有船只事故，随后由于他不会说英语，陌生的外语吓坏了居民们，他们没有给他任何帮助，反而认为他是一个危险的流浪汉和疯子。最终，一个名为斯瓦弗的先生为扬科·古尔提供了一个老建筑供他庇护。扬科在此学了一些基础的英语。他解释说，他的名字杨科的意思其实就是“小约翰”。由于他幼时所居住的山村名为古尔，因此他的姓氏跟从了他所在的家乡的名字。
随后，扬科·古尔爱上了名为艾米·福斯特的女仆。出于两人共同对社会的不满，他们结婚了。因为杨科曾救了斯瓦弗孙女的命，于是斯瓦弗送给了杨科一间小屋子，而这对夫妇便一同入住了进去。杨科和艾米后来有了一个儿子，名为约翰尼。然而，艾米之后被扬科的种种行为所困扰，特别是他试图教儿子用他的“令人不安”的语言进行祷告。
几个月后，扬科患上了重病。由于身体的不适，杨科不得不使用自己的母语说话。然而对于艾米来说这完全是个陌生的语言。艾米收到了惊吓，带着孩子逃走了。第二天早上，杨科死于心力衰竭。实际上，杨科只是用自己的母语要水喝而已。

## 解释
实际上，小说的主角扬科·古尔与作者约瑟夫·康拉德本人有众多相似之处。和杨科一样，康拉德曾远离家乡，来到了英国的一个小镇居住。艾米被杨科陌生的外语吓坏的场景，实际上是来源于康拉德于1896年在法国度蜜月期间发生的一件事。当时他在一场谵妄中十分不适，无意识地使用了波兰语，吓坏了他的妻子杰西。
根据济斯瓦夫·拿吉德的解释，这篇小说的灵感还来源于福特·马多克斯·福特于1900年在的一个港口发生的一个轶事。当时，有一艘德国商船失事，但该船上的水手不能用英语交流，被当地人赶走，最终船员们在一个猪圈里找到了栖身之所。

## 影响
《艾米·福斯特》被认为反映出约瑟夫·康拉德这类移民在英国社会中的社会疏离感。爱德华·萨义德曾评价，“如果不联想到康拉德因为只是通过一种没有人能理解的语言说话而被整个社会疏远，读懂这篇小说是一件很困难的事情”。
1997年，《艾米·福斯特》被改编为电影《碧海奇缘》。

## 延伸阅读
- Gustav Morf, The Polish Shades and Ghosts of Joseph Conrad, Astra Books, 1976
- Zdzisław Najder, Joseph Conrad:  A Life, translated by Halina Najder, Rochester, New York, Camden House, 2007, ISBN 1-57113-347-X.
- John Gerard Peters, The Cambridge Introduction to Joseph Conrad, Cambridge University Press, 2006.